# اتحاد لوبلين

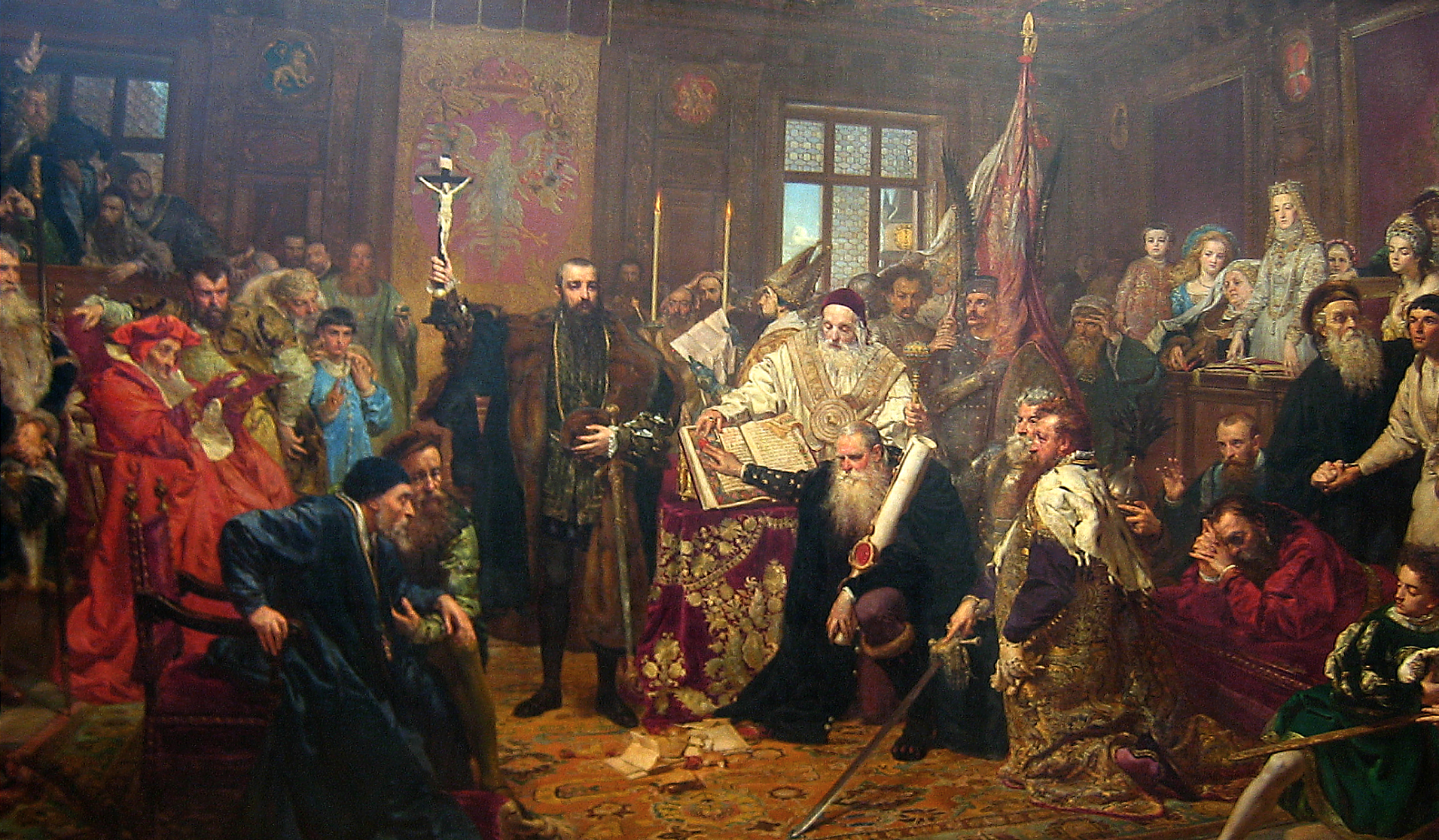
اتحاد لوبلين. لوحة للفنان يان ماتيكو (Jan Matejko).

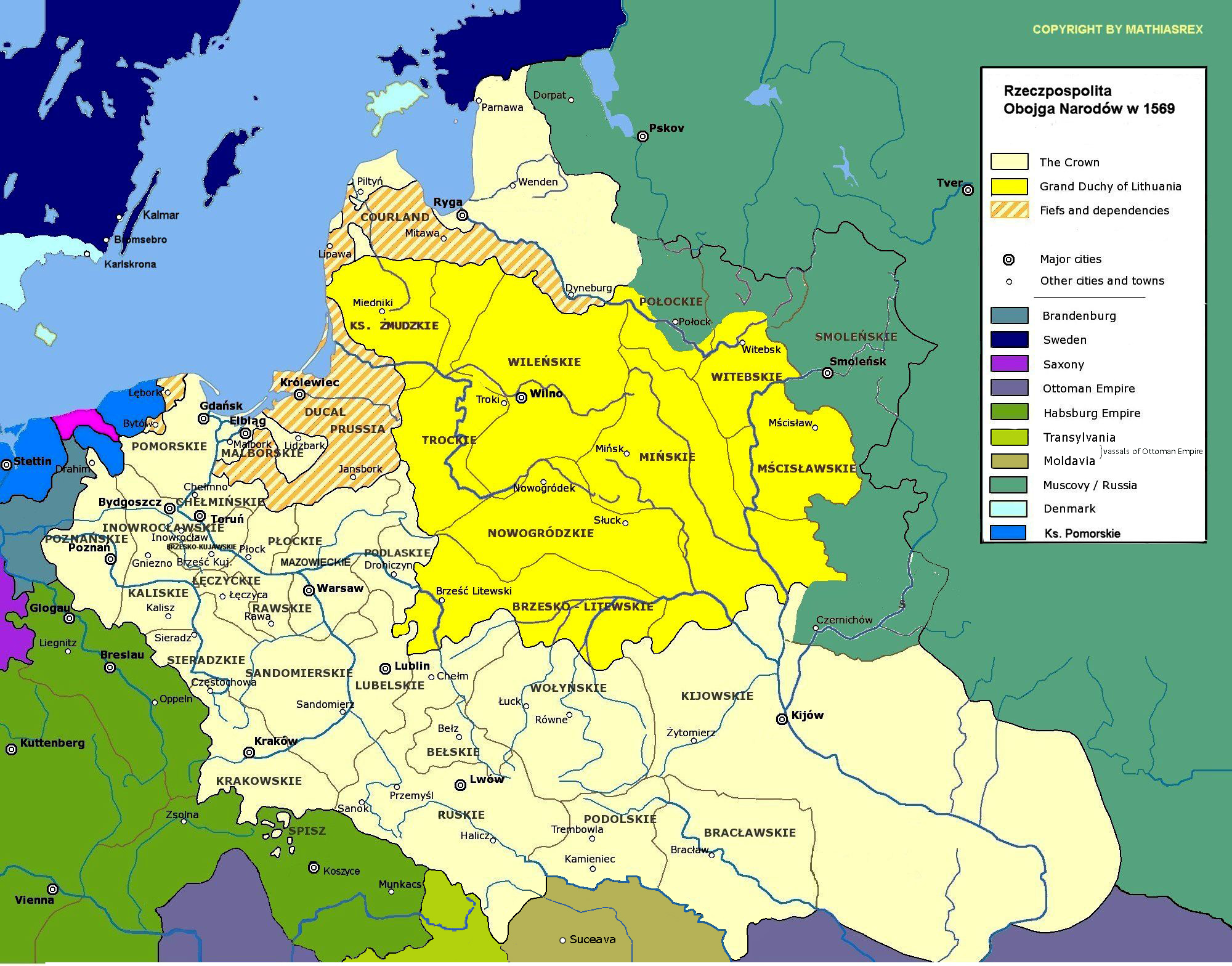
الكومنولث البولندي الليتواني في عام 1569

لقد استبدل اتحاد لوبلين ((بالبولندية: unia lubelska)‏، (بالليتوانية: Liublino unija)‏) وهو اتحاد شخصي بين مملكة بولندا ودوقية لتوانيا الكبرى بـاتحاد حقيقي وملكية انتخابية، بعد أن ظل زغمونت الثاني أوغست (Sigismund II Augustus)، وهو الأخير من آل ياغلون، أبتر دون ذرية بعد أن تزوج ثلاث مرات. وبالإضافة لذلك، تم التخلي بدرجة كبيرة عن الاستقلال الذاتي لمنطقة بروسيا الملكية. كما أصبحت دوقية ليفونيا، المتصلة بلتوانيا في الاتحاد الحقيقي منذ اتحاد غرودنو عام (1566)، تحت السيطرة البولندية الليتوانية المشتركة.
تم توقيع هذا الاتحاد في الأول من يوليو عام 1569 في لوبلين، في بولندا، وأُنشئت دولة واحدة هي دولة الكومنولث البولندي الليتواني. وكان يحكم الكومنولث ملك منتخب واحد هو الذي أدى واجبات ملك بولندا ودوقية لتوانيا الكبرى، وحَكم بواسطة مجلس شيوخ وبرلمان مشترك (مجلس النواب (Sejm)). وكان هذا الاتحاد مرحلة تطورية في التحالف البولندي الليتواني والاتحاد الشخصي، والذي اقتضاه أيضًا وضع لتوانيا الخطير في الحروب مع روسيا.
عرض العديد من المؤرخين اتحاد لوبلين، الذي يشكل حدثًا هامًا في تاريخ عدة أمم، بشكل مختلف تمامًا. فيُعرفه بعضهم بأنه اللحظة التي صعدت فيها طبقة النبلاء (Szlachta) إلى أوج قوتها، مرسخة حُكم الأوليغاركية كحُكم معارض لنظام الملكية المطلقة: وهو سبب محتمل لعدم الاستقرار السياسي الذي أدى إلى تقاسم بولندا بعد مرور 200 عام. وقد ركز المؤرخون البولنديون على جوانبه الإيجابية، مؤكدين على إنشائه السلمي والتطوعي ودوره في نشر الثقافة البولندية. وكان المؤرخون الليتوانيون أكثر انتقادًا للاتحاد، مشيرين إلى أن بولندا هي من كانت تهيمن عليه.

## معلومات تاريخية

شعار الجمهورية.

### الخلفية
كانت هناك مناقشات طويلة قبل توقيع المعاهدة، حيث كان العظماء الليتوانيون يخشون من فقد الكثير من قوتهم، منذ أن عمل الاتحاد على مساواة وضعهم القانوني بمثيله الخاص بالطبقة البولندية الأقل نبلاً والأكثر عددًا. ومع ذلك كانت لتوانيا موجودة بشكل أكبر في الجانب الخاسر من الحروب الروسية الليتوانية وبحلول النصف الثاني من القرن السادس عشر واجهت خطر الهزيمة الكاملة في الحرب الليفونية والاندماج في روسيا. ومن ناحية أخرى كانت طبقة النبلاء البولنديين (طبقة النبلاء) تحجم عن تقديم المساعدة إلى لتوانيا دون تلقي أي شيء في المقابل. ومع ذلك، عززت النخبة البولندية والليتوانية من الروابط الشخصية وكانت لديهم الفرص للتخطيط لمستقبلهم المتحد خلال التعاون العسكري المتزايد في الستينيات من القرن السادس عشر (1560). وبمواجهة زغمونت الثاني أوغست، ملك بولندا ودوقية لتوانيا الكبرى، للتهديد الذي تعرضت له لتوانيا وأخيرًا بولندا، ضغط برغم ذلك على الاتحاد، وحصل تدريجيًا على مزيد من المؤيدين حتى شعر بالدعم الكافي لطرد ملاك الأراضي في أوكرانيا قسرًا الذين عارضوا انتقاله من لتوانيا إلى بولندا. وكان الدافع الواضح لزغمونت أنه الأخير من آل ياغلون وليس لديه أطفال أو إخوة يمكنهم وراثة العرش. لذلك كان الاتحاد محاولة للحفاظ على استمرارية عمل سلالته الحاكمة منذ الاتحاد الشخصي (وليس الدستوري) لبولندا ولتوانيا في زواج ملكة بولندا "يادفيجا" (Jadwiga of Poland) من فيلاديسلاف الثاني ياغيلو (Wladyslaw II Jagiello). كما كان الاتحاد أحد التغييرات الدستورية اللازمة لتأسيس ملكية منتخبة رسمية التي كان من شأنها أن تحكم مقاطعتين في وقت واحد.

### مجلس النواب البولندي لعام 1569
اجتمع مجلس النواب في يناير من عام 1569 بالقرب من بلدة لوبلين البولندية، ولكن لم يتم التوصل إلى اتفاق. واحتجاجًا على الضغوط الشديدة من قبل البولنديين للتوقيع على القانون، غادر الليتوانيون لوبلين في الأول من مارس، تحت قيادة نيكولاس رادفيلا "الأحمر" (Mikołaj "Rudy" Radziwiłł) محافظ فيلينيوس خوفًا من أن يتخذ زغمونت قرارًا من تلقاء نفسه.
في 26 مارس، أجبرت طبقة النبلاء الملك على دمج الأراضي الجنوبية التي يسيطر عليها الليتوانيون لمناطق بودلاشيا وفولينوبادوليا وكييف في مملكة بولندا. وتشكل هذه الأراضي التاريخية التابعة للروس أكثر من نصف أوكرانيا الحديثة، وكانت في ذلك الوقت جزءًا كبيرًا من المنطقة الليتوانية. وقد أراد العظماء الروس والطبقة العليا في المقام الأول أن تصبح الأراضي الأوكرانية في لتوانيا جزءًا لا يتجزأ من بولندا.
أُجبر الليتوانيين على الرجوع إلى مجلس النواب تحت قيادة يان هيروني موفيتش هودكي فيتش (Jan Hieronimowicz Chodkiewicz) (والد يان كارول هودكي فيتش (Jan Karol Chodkiewic)) ومواصلة المفاوضات، باستخدام خطط مختلفة قليلاً عن التي استخدمها نيكولاس رادفيلا «الأحمر». وعلى الرغم من أن طبقة النبلاء أرادت الإدماج الكامل لدوقية لتوانيا الكبرى في المملكة، إلا أن الليتوانيين استمروا في معارضة ذلك ووافقوا فقط على دولة فيدرالية. وفي 28 يونيو عام 1569، تم التغلب على آخر الاعتراضات ومن ثم وقّع الملك على قانون في 4 يوليو في قلعة لوبلين.

## محاولات تحديث الدولة
حل اتحاد لوبلين محل دستور 3 مايو 1791 (Constitution of May 3, 1791) منذ عام 1791، عندما كانت الرابطة الفيدرالية ستتحول إلى دولة موحدة بواسطة الملك ستنيسو أغسطس بونياتوفسكي (Stanisław August Poniatowski). وعاد وضع الدولة شبه الفيدرالية من خلال ضمان المعاملة بالمثل للشعبين.
ومع ذلك، لم يطبق الدستور تطبيقًا كاملاً وانتهى الكومنولث في أواخر القرن الثامن عشر تقاسم بولندا، مع آخر تقسيم في عام 1795.

## النتائج المترتبة

### الثقافية
بعد الاتحاد، أصبح للنبلاء الليتوانيين نفس الحقوق الرسمية التي يتمتع بها البولنديين في وضع الأراضي والأشخاص تحت سيطرتهم. ومع ذلك، كان التقدم السياسي في الكومنولث الذي هيمن عليه الكاثوليك مسألة مختلفة.
في الحياة الثقافية والاجتماعية، أصبحت كل من اللغة البولندية والكاثوليكية مسيطرة على طبقة النبلاء الروثينية، التي كان معظمها يتحدثون الروثينية في البداية والأرثوذكسية الشرقية في الدين (انظر فرض عناصر الثقافة البولندية). ومع ذلك استمر العوام، وخاصة الفلاحين، في التحدث بلغاتهم الخاصة وتأدية شعائر الديانة الأرثوذكسية.
نتج عن ذلك في نهاية المطاف صدع كبير بين الطبقات الاجتماعية الدنيا وطبقة النبلاء في المناطق الليتوانية والروثينية في الكومنولث. وقاوم بعض النبلاء الروثينيين فرض عناصر الثقافة البولندية (مثل عائلة أوستروجسكي (Ostrogski)) من خلال الالتزام بالمسيحية الأرثوذكسية، مانحين الكثير للكنائس الأرثوذكسية الروثينية والمدارس الروثينية. ومع ذلك، كان من الصعب مقاومة عناصر الثقافة البولندية مع كل جيل تالٍ وفي نهاية المطاف تأثر تقريبًا جميع النبلاء الروثينيين بالثقافة البولندية.
أدت ثورات القوزاق والتدخلات الخارجية إلى تقسيم الكومنولث من قبل روسيا وبروسيا والنمسا في أعوام 1772 و1793 و1795. وكان اتحاد لوبلين غير نشط بشكل مؤقت في حين كان اتحاد كيدانياي (Union of Kėdainiai) نافذ المفعول.
اعتبر العديد من المؤرخين مثل كرزيستوف راك (Krzysztof Rak) أن اتحاد لوبلين أوجد حالة مماثلة من الاتحاد الأوروبي الموجود في الوقت الحاضر، معتبرًا بالتالي أن الاتحاد يعتبر (مع اتحاد كالمار وقوانين الاتحاد المختلفة في الجزر البريطانية والمعاهدات الأخرى المماثلة) سابقًا لـمعاهدة ماستريخت (معاهدة ماسترخت). ومع ذلك، أوجد الاتحاد السابق دولة من البلدان المرتبطة بشكل أكثر عمقًا من الاتحاد الأوروبي الموجود في الوقت الحاضر.

### الاقتصادية
جلب هذا الاتحاد الاستعمار البولندي للأراضي الروثينية والاستعباد للفلاحين الروثينيين من قبل طبقة النبلاء. وعلى الرغم من أن وضع الفلاحين في الكومنولث يبدو فاجعًا جدًا بالمقارنة مع الغرب (انظر القنانة)، غير أن الفلاحين في الكومنولث كانت لديهم حرية أكثر من أولئك الذين يعيشون في روسيا؛ وبالتالي أصبح هروب الفلاحين من روسيا إلى الكومنولث يشكل مصدر قلق كبير للحكومة الروسية، وكان أحد العوامل التي أدت إلى تقاسم بولندا.
ظهرت العملة المشتركة وهي (زلوتي بولندي).
لم تمتد التنفيذ في الأراضي الملكية إلى الدوقية الكبرى.

### الجغرافية
أنشأ الاتحاد واحدة من أكبر الدول وأكثرها ازدحامًا بالسكان في القرن السابع عشر بأوروبا (باستثناء الدول التي لا توجد بالكامل في أوروبا، مثل الإمبراطورية الروسية أو الدولة العثمانية).
في هذا الاتحاد قبلت لتوانيا بفقد محافظة بودلسكي وفولين وبادوليا ومناطق كييف، وهي الأراضي السابقة للدوقية الكبرى التي نُقلت إلى مملكة بولندا.

### القانونية
في إطار الاتحاد، كان سيتم توحيد النظم القانونية لمملكة بولندا ودوقية لتوانيا الكبرى، ولكن لم يحدث هذا الأمر أبدًا.
عند التوقيع على اتحاد لوبلين قيل أنه لا يمكن لأي قانون أن يتعارض مع قانون الاتحاد. وبالرغم من ذلك، أعلنت المواثيق عن قوانين الاتحاد التي تتعارض معها وتجعلها مواثيق غير دستورية. كما تم استخدام ميثاق لتوانيا الأول في أراضي لتوانيا التي ضمتها بولندا قبل وقت قصير من اتحاد لوبلين (باستثناء بودلسكي). وقد استمرت هذه التعارضات بين المخططات القانونية في لتوانيا وبولندا لسنوات عديدة، كما ظل ميثاق لتوانيا الثالث ساري المفعول في أراضي دوقية لتوانيا الكبرى حتى بعد التقاسم، حتى عام 1840.
وقد أدت محاولات الحد من قوة عظماء لتوانيا (وخاصة عائلة سابيها (Sapieha)) وتوحيد قوانين الكومنولث إلى حركة تكافؤ القوانين (koekwacja praw) التي تأججت في إصلاحات التكافؤ (koekwacja reforms) الخاصة بـانتخاب مجلس النواب لعام 1697 (شهري مايو-يونيو)، وتأكدت في مجلس النواب العام في عام 1698 (شهر أبريل) في الوثيقة ترتيب حالات الحكم في محكمة دوقية لتوانيا الكبرى (Porządek sądzenia spraw w Trybunale Wielkiego Księstwa Litewskego).

### العسكرية
قدمت بولندا مساعدات عسكرية في الحرب بعد اتحاد الكيانين، وهي المساعدات التي كانت هامة جدًا لبقاء الدوقية الكبرى.
كان لدى بولندا والدوقية الكبرى سياسات عسكرية منفصلة وسياسات دفاع مشتركة.

### السياسية
ينص اتحاد لوبلين على اندماج الدولتين، على الرغم من احتفاظ كل منهما باستقلال كبير، فلكل دول جيشها الخاص ووزارتها المالية وقوانينها وإدارتها. وعلى الرغم من تساوي الدولتين من الناحية النظرية، إلا أن بولندا الكبرى أصبحت الشريك المهيمن. وبسبب وجود اختلافات بين السكان، فاق عدد النواب البولنديين نظرائهم الليتوانيين في مجلس النواب بنسبة 3:1.
كان هناك حاكم واحد لكل من بولندا والدوقية الكبرى، تم انتخابه بحرية من قبل طبقة النبلاء في كل من الدولتين وتُوج ملكًا على بولندا ودوقية لتوانيا الكبرى في كاتدرائية فافل، في كراكوف.
عقد البرلمان المشترك، مجلس النواب، جلساته في وارسو؛ وحضرها 114 نائبًا من الأراضي البولندية و48 من لتوانيا. وكان أعضاء مجلس الشيوخ 113 عضوًا بولنديًا و27 ليتوانيًا.
كانت بولندا والدوقية الكبرى لديهما سياسة خارجية مشتركة.

## الإرث

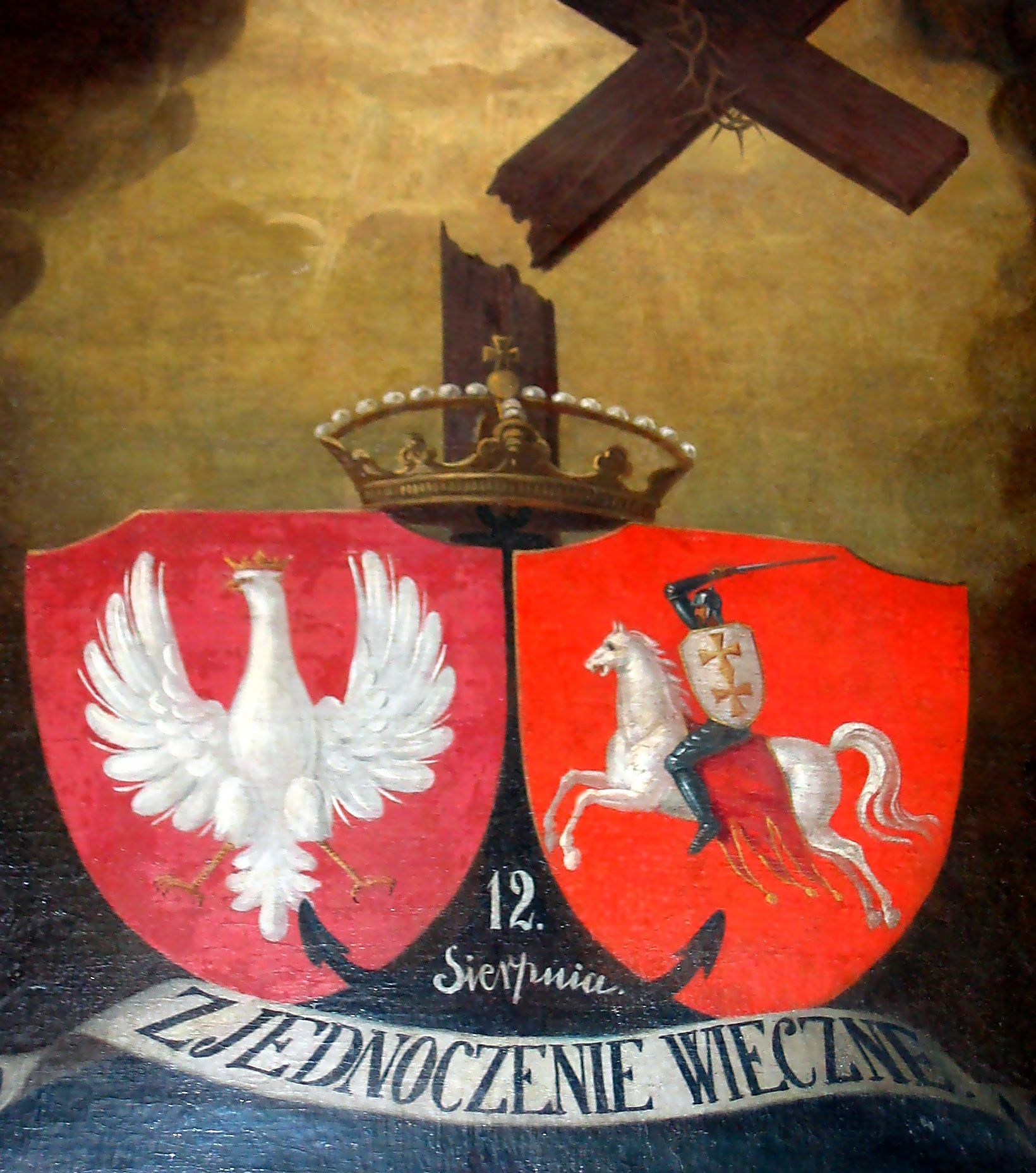
دامت ذكرى الاتحاد طويلاً. تُحيي اللوحة ذكرى الاتحاد البولندي الليتواني؛ قرابة عام 1861. ويُقرأ الشعار الوطني «الاتحاد الأبدي.»

كان اتحاد لوبلين أعظم إنجاز لزغمونت وأعظم فشل له. فعلى الرغم من أنه أنشأ واحدة من أكبر الدول في أوروبا المعاصرة، تلك الدولة التي دامت لأكثر من 200 عام، إلا أن زغمونت فشل في تمرير الإصلاحات التي كانت ستؤسس نظاما سياسيا عمليًا. وقد رغب في تعزيز الملكية بدعم من الطبقة الأدنى من النبلاء ويحقق التوازن بين قوة طبقة النبلاء الأدنى والعظماء. وبالرغم من أن جميع النبلاء في الكومنولث كانوا متساوين بموجب القانون من الناحية النظرية، إلا أن القوة السياسية التي يتمتع بها العظماء لم تضعف كثيرًا وفي النهاية تمكنوا في كثير من الأحيان من رشوة أو إكراه إخوانهم الأقل طبقة. وبالإضافة لذلك، استمرت السلطة الملكية في التضاؤل، وبينما استمرت الدول المجاورة في التطور إلى حكومات ملكية قوية مركزية مطلقة، انزلقت الكومنولث بمبدأ الحرية الذهبية إلى فوضى سياسية كلفتها في النهاية وجودها.
تعتبر جمهورية بولندا اليوم نفسها وريثًا للكومنولث، حيث أسفرت جمهورية لتوانيا قبل الحرب العالمية الثانية عن تأسيس الكومنولث البولندي الليتواني بشكل سلبي.

## وصلات خارجية
- Full text of the Union (Polish)
- Commonwealth of Diverse Cultures: Poland's Heritage